# Nicky Milner
 (mars 2022).
La mise en forme du texte ne suit pas les recommandations de Wikipédia : il faut le « wikifier ».
Les points d'amélioration suivants sont les cas les plus fréquents. Le détail des points à revoir est peut-être précisé sur la page de discussion.
- Les titres sont pré-formatés par le logiciel. Ils ne sont ni en capitales, ni en gras.
- Le texte ne doit pas être écrit en capitales (les noms de famille non plus), ni en gras, ni en italique, ni en « petit »…
- Le gras n'est utilisé que pour surligner le titre de l'article dans l'introduction, une seule fois.
- L'italique est rarement utilisé : mots en langue étrangère, titres d'œuvres, noms de bateaux, etc.
- Les citations ne sont pas en italique mais en corps de texte normal. Elles sont entourées par des guillemets français : « et ».
- Les listes à puces sont à éviter, des paragraphes rédigés étant largement préférés. Les tableaux sont à réserver à la présentation de données structurées (résultats, etc.).
- Les appels de note de bas de page (petits chiffres en exposant, introduits par l'outil «  Source ») sont à placer entre la fin de phrase et le point final[comme ça].
- Les liens internes (vers d'autres articles de Wikipédia) sont à choisir avec parcimonie. Créez des liens vers des articles approfondissant le sujet. Les termes génériques sans rapport avec le sujet sont à éviter, ainsi que les répétitions de liens vers un même terme.
- Les liens externes sont à placer uniquement dans une section « Liens externes », à la fin de l'article. Ces liens sont à choisir avec parcimonie suivant les règles définies. Si un lien sert de source à l'article, son insertion dans le texte est à faire par les notes de bas de page.
- La présentation des références doit suivre les conventions bibliographiques. Il est recommandé d'utiliser les modèles {{Ouvrage}}, {{Chapitre}}, {{Article}}, {{Lien web}} et/ou {{Bibliographie}}. Le mode d'édition visuel peut mettre en forme automatiquement les références.
- Insérer une infobox (cadre d'informations à droite) n'est pas obligatoire pour parachever la mise en page.

Pour une aide détaillée, merci de consulter Aide:Wikification.
Si vous pensez que ces points ont été résolus, vous pouvez retirer ce bandeau et améliorer la mise en forme d'un autre article.
Nicky Milner est une archéologue et universitaire britannique. Elle dirige le Département d'archéologie de l'Université d'York. Ses recherches portent sur la période mésolithique et la transition entre le mésolithique et le néolithique. Elle travaille sur le site emblématique de Star Carr dans la vallée de Pickering pendant plus de 15 ans et a dirigé des fouilles sur ce site depuis 2004.
Nicky Milner est élue membre de l'Académie de Grande-Bretagne (British Academy) en 2019 et de la Société des Antiquaires de Londres (Society of Antiquaries of London) en 2009.

## Début de carrière
Nicky Milner obtient sa licence en archéologie en 1995 à l'Université de Nottingham, puis un doctorat à l'Université de Cambridge, financé par le Natural Environment Research Council. Elle développe, dans le cadre de son doctorat, une méthode d'analyse des caractéristiques saisonnières de la coquille de l'huître européenne et applique cette méthode aux sites danois présentant des dépôts de coquillages d'origine humaine. En 1999, après son doctorat, elle obtient une bourse postdoctorale Sir James Knott à l'Université de Newcastle, où elle est chargée de cours en 2001. Elle rejoint l'université de à York en 2004, où elle est promue maître de conférences en 2009 et professeure en 2012.

## Recherche et carrière professionnelle
Nicky Milner est le chercheur principal du projet POSTGLACIAL financé par le Conseil européen de la recherche,. Il s'agit d'étudier l'occupation par l'homme du nord-ouest de l'Europe et la façon dont il s'est adapté au changement climatique au début de la période post-glaciaire. Le principal sujet de recherche est constitué par le site de Star Carr et d'autres sites entourant le paléo-lac Flixton. Les fouilles conduites par Nicky Milner à Star Carr ont été présentées dans un épisode spécial du programme télévisé britannique Time Team, consacré à l'archéologie, et son travail portant sur la «première maison en Grande-Bretagne», en 2013, a été présenté dans plusieurs grands médias du monde entier, y compris la BBC au Royaume-Uni, CBS aux États-Unis et Sky News Australia.
Nicky Milner est rédactrice en chef de la revue de recherche de l'université d'Oxford en archéologie (Oxford Research Reviews in Archaeology), rédactrice en chef du journal Mesolithic Miscellany depuis 2006, et co-auteur du livre populaire "Star Carr : la vie en Grande-Bretagne après l'Âge de glace" (Star Carr: Life in Britain After the Ice Age), en lien avec une exposition importante présentée par le Yorkshire Museum,. Elle est membre du collège des pairs de l' Art and Humanities Council Research  et membre du comité d'évaluation relatif au radiocarbone du Natural Environment Research Council. Outre ses travaux sur le site emblématique de Star Carr, elle a travaillé sur des sites coquilliers en Irlande, en Écosse, en Espagne et au Portugal et a codirigé des fouilles, notamment à Howick et Baylet.
En novembre 2019, Nicky Milner a été hautement distinguée dans la catégorie `` Directeur de recherche de l'année '', à l'occasion de la remise des Times Higher Education Awards.

## Sélection de publications
- Conneller, C, Milner, N, Taylor, B & Taylor, M 2012, 'Substantial settlement in the European Early Mesolithic: new research at Star Carr' Antiquity, vol 86, no. 334, pp. 1004–1020
- Milner, N, Conneller, C, Taylor, B & Schadla-Hall, RT 2012, The Story of Star Carr. Council for British Archaeology.
- Milner, N, Conneller, C, Elliott, B, Koon, H, Panter, I, Penkman, K, Taylor, B & Taylor, M 2011, 'From Riches to Rags: Organic Deterioration at Star Carr.' Journal of Archaeological Science, vol 38, no. 10, 38, pp. 2818–2832
- Milner, N, Lane, PJ, Taylor, B, Conneller, C & Schadla-Hall, T 2011, 'Star Carr in a Postglacial Lakescape: 60 Years of Research' Journal of Wetland Archaeology, vol 11, no. 1, pp. 1–19
- Milner, N & Craig, OE 2009, 'Mysteries of the middens: change and continuity across the Mesolithic Neolithic transition'. in MJ Allen, N Sharples & T O'Connor (eds), Land and People. Papers in Honour of John G. Evans. Prehistoric Society Research Paper, no. 2, Oxbow, Oxford, pp. 169–180
- Milner, N, Mithen, S & Ralston, I 2009, 'Hunter-gatherers of the Mesolithic'. in J Hunter (ed.), The Archaeology of Britain. Routledge, London, pp. 53–77
- Milner, N 2002, Incremental growth of the European Oyster, Ostrea edulis: seasonality information from Danish kitchenmiddens. British Archaeological Reports, Archaeopress, Oxford